# Martine Chevrier
Martine Chevrier (née le 29 janvier 1967 à Terrebonne) est une chanteuse populaire québécoise. Elle est surtout connue pour sa chanson phare Danser pour danser.

## Biographie
Martine Chevrier suit des cours de chant avec Roger Larivière et Laurette Bailly ainsi que des cours de danse avec Eddy Toussaint. Elle débute en 1983 en publiant le 45 tours Star, chanson écrite et composée par Jacques Michel et Ève Déziel.
En 1984, elle lance l'album Ensemble et reçoit le prix Félix de Révélation de l'année. En 1985, elle est en nomination au septième Gala de l'ADISQ pour le Félix d'Interprète Féminine grâce à son deuxième microsillon éponyme.
De mai à août 1986, elle effectue une tournée québécoise dans 35 villes de la province. Elle joue également le rôle principal de la comédie musicale Le temps d'un rêve, écrite par Paul Baillargeon. Elle participe au Festival de Saint-Malo, en France.
En novembre 1986, elle est mise en nomination au Gala MétroStar comme Chanteuse de l'année, aux côtés de Ginette Reno, Jano Bergeron, Nicole Martin et Martine St-Clair (gagnante). Au onzième Gala de l'ADISQ en 1989, elle est sélectionnée dans la catégorie Interprète féminine.
En 1989, elle co-anime, en compagnie de Mario Pelchat, l'émission de variétés Septième Ciel à TQS. L'émission est une production des Productions SDA et a pour décor le toit d'un immeuble.
Elle chante dans les trois film d’Aladdin et dans Mulan, dans le film d'animation Poucette (doublage chanté de Poucette) et dans la comédie Sacré Robin des Bois (doublage chanté de Lady Marianne).
Elle a été mariée à Scott Price, musicien natif de Montréal.

## Discographie

### Albums
- Ensemble (Réédition sous l'étiquette Unidisc, UBK-4092)

1. Ensemble – 3:55
2. Danser sous la pluie
3. Les enfants de la terre – 5:44
4. Doux comme tout – 3:31
5. Source de mes rêves – 3:43
6. Mon premier amour – 4:16
7. Toi mon soleil – 3:36
8. Souvenir de vacances – 3:24
9. J'suis là pour personne – 3:01
10. Star – 3:35

- Martine Chevrier (Réédition sous l'étiquette Unidisc, UBK-4093)

- Découvre-moi (Réédition sous l'étiquette Unidisc, UBK-4094)

1. Découvre-moi – 4:16
2. Comme un coup de cœur – 3:56
3. Avec toi – 3:48)
4. Danser pour danser – 3:45
5. Quelque part -
6. Illusion – 4:13)
7. Tant qu'on s'aimera – 4:32
8. Sauvez-moi – 3:22
9. Des amours – 4:28
10. Intensity – 4:38
11. Thin Ice [Radio Mix]
12. Thin Ice [Club Mix]
13. Thin Ice [House Mix]

### Autres chansons
- 1985 : Participation sur Les Yeux de la faim, 33 tours (Kébec-Disc, KD-1985)
- 1989 : Thin Ice, sur l'album compilation double Québec Midem 1989
- 1993 : D'où viens-tu bergère ?, sur l'album Sainte Nuit (Arpège Musique, AMCD 901)

## Doublage
En plus de sa carrière de chanteuse, Martine Chevrier effectue quelques doublages québécois de Lea Salonga pour des films de Walt Disney tels Aladdin et Mulan (et leurs suites).

## Nominations et distinctions

### Gala de l'ADISQ
| Année | Catégorie                      | Pour             | Résultat   |
| ----- | ------------------------------ | ---------------- | ---------- |
| 1984  | révélation de l'année          | Martine Chevrier | lauréat    |
| 1985  | interprète féminine de l'année | Martine Chevrier | nomination |
| 1989  | interprète féminine de l'année | Martine Chevrier | nomination |

### Prix MetroStar
| Année | Catégorie            | Pour             | Résultat   |
| ----- | -------------------- | ---------------- | ---------- |
| 1986  | chanteuse de l'année | Martine Chevrier | nomination |